# Теплов, Леонид Фёдорович
Леони́д Фёдорович Тепло́в (1909 — 28 февраля 1988, Москва) — советский дипломат. Чрезвычайный и полномочный посол.

## Биография
Окончил Ленинградский педагогический финансово-экономический институт (1938) и Высшую дипломатическую школу НКИД СССР (1941).
- В 1931—1932 годах — член правления кассы взаимопомощи «Промсоюза» города Ачинск.
- В 1932—1933 годах — служба в РККА.
- В 1933—1934 годах — технический секретарь редакции армейского журнала «Залп» в Ленинграде.
- В 1934—1938 годах — студент Ленинградского педагогического финансово-экономического института.
- В 1938—1939 годах — преподаватель техникума, аспирант Ленинградского педагогического финансово-экономического института.
- В 1939—1941 годах — слушатель ВДШ НКИД СССР.
- В 1941 году — стажёр II Западного отдела НКИД СССР.
- В 1941—1943 годах — референт, старший референт II Европейского отдела НКИД СССР.
- В 1943—1944 годах — первый секретарь Посольства СССР в Великобритании.
- В 1944—1945 годах — ответственный референт Секретариата заместителя народного комиссара иностранных дел СССР.
- В 1945—1948 годах — помощник заведующего, и. о. заместителя заведующего IV Европейским отделом МИД СССР.
- В 1948—1949 годах — генеральный консул СССР в Братиславе (Чехословакия).
- В 1949—1950 годах — советник посольства СССР в Чехословакии.
- В 1950—1954 годах — советник Посольства СССР в Канаде, поверенный в делах СССР в Канаде.
- В 1954 году — первый секретарь Отдела стран Америки МИД СССР.
- В 1954—1956 годах — помощник заведующего, заместитель заведующего Протокольным отделом МИД СССР.
- С 24 марта 1956 по 20 декабря 1960 года — чрезвычайный и полномочный посол СССР в Судане[1].
- В 1960—1962 годах — советник Протокольного отдела МИД СССР.
- В 1962—1965 годах — заместитель заведующего Протокольным отделом МИД СССР.
- В 1965 году — заместитель заведующего 3-м Африканским отделом МИД СССР.
- С 26 июля 1965 по 2 января 1969 года — чрезвычайный и полномочный посол СССР в Эфиопии[2].
- В 1969—1979 годах — эксперт-консультант Историко-дипломатического управления МИД СССР.

Похоронен в Москве на Кунцевском кладбище.

## Дипломатический ранг
- Чрезвычайный и полномочный посол (23 марта 1956)

## Награды
- Орден Красной Звезды (5 ноября 1945)
- Орден «Знак Почёта» (31 декабря 1966)